# Браунау (Тургау)
Браунау (нем. Braunau) — коммуна в Швейцарии, в кантоне Тургау.
Входит в состав округа Мюнхвилен. Население составляет 673 человека (на 31 декабря 2007 года). Официальный код — 4723.

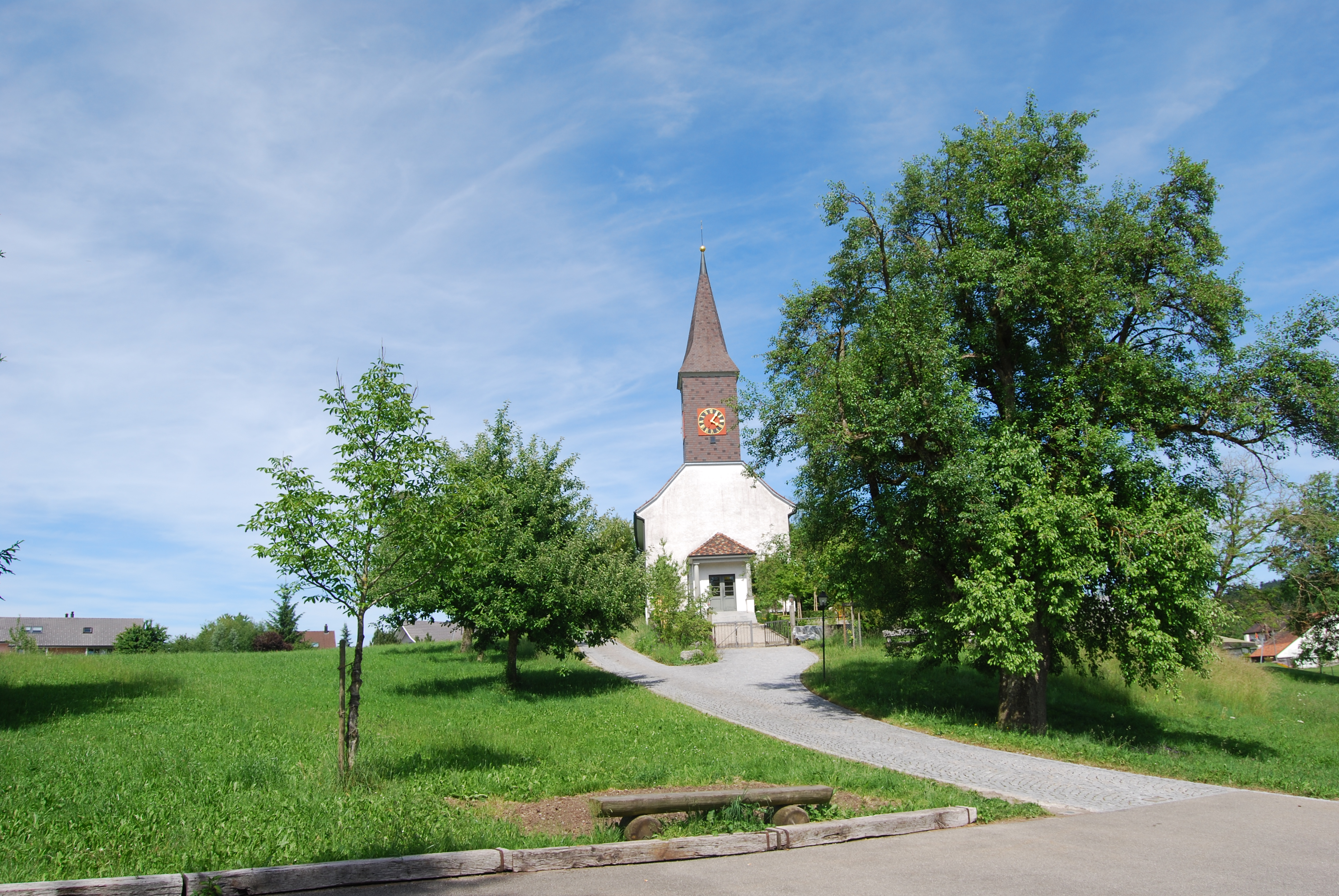
Браунау